# Иван Спасов
Иван Първанов Спасов (1934 – 1996) е български композитор и диригент, професор и ректор на Академия за музикално, танцово и изобразително изкуство в Пловдив.

## Биография
Иван Спасов завършва Българската държавна консерватория в София и Варшавската консерватория със специалностите оркестрово дирижиране и композиция. Той е диригент на симфоничния оркестър на град Пловдив, създател на фестивала „Зимни музикални вечери“, ректор на Академията за музикално и танцово изкуство в Пловдив (1989 – 1996).
Написал е над 240 творби. В много от произведенията си съчетава авангардни композиционни похвати с български фолклор. Изключителна популярност добиват песните му за женски хор, с които изтъкнати български хорови състави печелят редица награди на авторитетни международни конкурси. Много негови творби са отличени на авторитетни български и международни форуми, между които Трибуна на композитора – ЮНЕСКО и Международната академия за изкуства в Париж, за чийто член той е избран през 1994 г.

## Памет
На професор Иван Спасов е наречена улица в квартал „Горна баня“ в София (Карта).